# Hornblower (seriál)
Hornblower je britský televizní seriál natočený režisérem Andrew Grievem na motivy románů britského spisovatele Cecila Scotta Forestera, líčící dobrodružství námořníka Horatia Hornblowera během francouzských revolučních a napoleonských válek. Premiérový díl tohoto osmidílného seriálu byl na britské stanici ITV odvysílán 7. října 1998, poslední 6. ledna 2003. Hlavní postavu, Horatia Hornblowera ztvárnil velšský herec Ioan Gruffudd. V dalších rolích se v seriálu objevili herci Robert Lindsay, Jamie Bamber nebo Paul McGann.

## Obsazení
| Horatio Hornblower     | Ioan Gruffudd   |
| kapitán Edward Pellew  | Robert Lindsay  |
| poručík Archie Kennedy | Jamie Bamber    |
| lodník Matthews        | Paul Copley     |
| lodník Styles          | Sean Gilder     |
| poručík William Bush   | Paul McGann     |
| poručík Bracegirdle    | Jonathan Coy    |
| lodník Oldroyd         | Simon Sherlock  |
| kapitán Hammond        | Ian McElhinney  |
| Bowles                 | Colin MacLaclan |
| Wolfe                  | Lorcan Cranitch |
| Maria Mason            | Julia Sawalha   |
| kapitán James Sawyer   | David Warner    |

## Seznam dílů
| Č. v seriálu | Název                          | Český název         | Režie         | Scénář            | Premiéra v UK      |
| ------------ | ------------------------------ | ------------------- | ------------- | ----------------- | ------------------ |
| 1            | The Even Chance                | Rovná šance         | Andrew Grieve | Russell Lewis     | 7. října 1998      |
| 2            | The Examination for Lieutenant | Důstojnické zkoušky | Andrew Grieve | Mike Cullen       | 18. listopadu 1998 |
| 3            | The Duchess and the Devil      | Vévodkyně           | Andrew Grieve | Patrick Harbinson | 24. února 1999     |
| 4            | The Frogs and the Lobsters     | Žabáci a Langusty   | Andrew Grieve | Chris Ould        | 2. dubna 1999      |
| 5            | Mutiny                         | Vzpoura             | Andrew Grieve | T.R. Bowen        | 24. března 2001    |
| 6            | Retribution                    | Odplata             | Andrew Grieve | Ben Rostul        | 25. března 2002    |
| 7            | Loyalty                        | Věrnost             | Andrew Grieve | Niall Leonard     | 5. ledna 2003      |
| 8            | Duty                           | Povinnost           | Andrew Grieve | Stephen Churchett | 6. ledna 2003      |